# Tvøroyrar kommuna
Tvøroyrar kommuna is een gemeente in het noorden van het eiland Suðuroy, op de Faeröer. De gemeente omvat de plaatsen Tvøroyri, Froðba, Trongisvágur en Øravík.
Eiði · Eystur · Fámjin · Fuglafjarður · Fugloy · Hov · Húsar · Húsavíkar · Hvalba · Hvannasund · Klaksvík · Kunoy · Kvívík · Nes · Porkeri · Runavík · Sandur · Sjógv · Skálavík · Skopun · Skúvoy · Sørvág · Sumba · Sunda · Tórshavn · Tvøroyri · Vága · Vágur · Vestmanna · Viðareiði